# Algemeen pensioenfonds
Een algemeen pensioenfonds biedt in Nederland de mogelijkheid meerdere pensioenregelingen te bundelen in een stichting.
De Wet van 23 december 2015 tot wijziging van de Pensioenwet en enige andere wetten in verband met de invoering van een algemeen pensioenfonds (Wet algemeen pensioenfonds) heeft deze mogelijkheid per 1 januari 2016 ingevoerd. Op 22 december 2015 aanvaardde de Eerste Kamer deze wet.
Vanaf 1 januari 2016 is het in Nederland mogelijk om meerdere pensioenregelingen onder te brengen in een algemeen pensioenfonds (APF). Het APF kent verplicht een stichtingsvorm. Het kan worden opgericht door een bestaand pensioenfonds, een (pensioen)verzekeraar of een pensioenuitvoerder. Verplicht is om toestemming te vragen aan De Nederlandsche Bank. De verwachting is dat vooral verzekeraars het APF zullen aanbieden, omdat pensioenfondsen hun uitkeringen kunnen verlagen en verzekeraars zelf niet. Op 29 februari 2016 meldde DNB vijf aanvragen te hebben ontvangen. Op 20 juni 2016 maakte verzekeraar Aegon bekend in samenwerking met dochterbedrijf TKP het eerste APF met de naam Stap te hebben opgericht.
In 2025 telde Nederland vier pensioenfondsen van dit type met een belegd vermogen van circa 60 miljard.